# 4 Gwardyjski Korpus Zmechanizowany
4 Gwardyjski Korpus Zmechanizowany (ros. 4-й гвардейский механизированный корпус) – związek operacyjno-taktyczny Armii Czerwonej z okresu II wojny światowej.
4 Gwardyjski Korpus Zmechanizowany (4 GKZmech.) utworzony został rozkazem z 9 stycznia 1943 przez przemianowanie 13 Korpusu Pancernego. Został przydzielony do 57 Armii a jego dowódcą został gen. por. Trofim Tanasciszyn. Jego szlak bojowy w walce przeciw wojskom III Rzeszy i jej satelitom prowadził spod Stalingradu m.in. przez Tokmak, Apostołowo, Odessę, Burgas Jamboł i Belgrad, a zakończył się w rejonie Budapesztu. 
4 GKZmech. rozwiązany został w 1946.

## Dowództwo korpusu
Dowódcy:
- gen. por. Trofim Tanasciszyn (09.01.1943 - 31.03.1944†),
- gen. por. Władimir Żdanow (31.03.1944 - 00.06.1945)[1].

Szefowie sztabu:
- gen. mjr Władimir Żdanow (09.01.1943 - 31.03.1944),
- ppłk Władimir Tołubko (31.03.1944 - 24.05.1944),
- płk Władimir Czyż (24.05.1944 - 00.06.1945)[1].

## Struktura organizacyjna
- 13 Gwardyjska Brygada Zmechanizowana,
- 14 Gwardyjska Brygada Zmechanizowana,
- 15 Gwardyjska Brygada Zmechanizowana[1].